# Championnat de Formula Nippon 2005
Le championnat de Formula Nippon 2005 a été remporté par le pilote japonais Satoshi Motoyama, sur une Lola-Mugen du Team Impul.

## Engagés
| Écurie           | #  | Pilotes            | Épreuves |
| ---------------- | -- | ------------------ | -------- |
| Dandelion Racing | 1  | Richard Lyons      | Tous     |
| Dandelion Racing | 2  | Naoki Hattori      | Tous     |
| Kondo Racing     | 3  | Sakon Yamamoto     | Tous     |
| Kondo Racing     | 4  | Jaroslav Janiš     | 1-3      |
| Kondo Racing     | 4  | Ronnie Quintarelli | 4-9      |
| SG Team 5Zigen   | 5  | Tsugio Matsuda     | Tous     |
| Team LeMans      | 7  | Tatsuya Kataoka    | Tous     |
| Team LeMans      | 8  | Takeshi Tsuchiya   | Tous     |
| Takagi/Cerumo    | 11 | Katsuyuki Hiranaka | Tous     |
| Takagi/Cerumo    | 12 | Toranosuke Takagi  | Tous     |
| Team Impul       | 19 | Benoît Tréluyer    | Tous     |
| Team Impul       | 20 | Yuji Ide           | Tous     |
| Team Impul       | 23 | Satoshi Motoyama   | Tous     |
| Team Mohn        | 27 | Masanobu Kato      | 1        |
| Team Mohn        | 28 | Hideki Noda        | Tous     |
| Nakajima Racing  | 31 | André Lotterer     | Tous     |
| Nakajima Racing  | 32 | Takashi Kogure     | Tous     |

## Règlement sportif
- L'attribution des points s'effectue selon le barème 10,6,4,3,2,1.
- Tous les résultats comptent
- Obligation d'utiliser des Lola-Mugen.

## Courses de la saison 2005
| Date        | Lieu   | Vainqueur        | Nationalité | Voiture    | Écurie           |
| 3 avril     | Motegi | Richard Lyons    | Royaume-Uni | Lola-Mugen | Dandelion Racing |
| 17 avril    | Suzuka | Yuji Ide         | Japon       | Lola-Mugen | Team Impul       |
| 15 mai      | Sugo   | Satoshi Motoyama | Japon       | Lola-Mugen | Team Impul       |
| 5 juin      | Fuji   | Benoît Tréluyer  | France      | Lola-Mugen | Team Impul       |
| 3 juillet   | Suzuka | Satoshi Motoyama | Japon       | Lola-Mugen | Team Impul       |
| 31 juillet  | Mine   | Yuji Ide         | Japon       | Lola-Mugen | Team Impul       |
| 28 août     | Fuji   | André Lotterer   | Allemagne   | Lola-Mugen | Nakajima Racing  |
| 23 octobre  | Motegi | Satoshi Motoyama | Japon       | Lola-Mugen | Team Impul       |
| 27 novembre | Suzuka | André Lotterer   | Allemagne   | Lola-Mugen | Nakajima Racing  |

## Classement des pilotes
| Classement | Pilote             | Pays        | Voiture    | Écurie           | Nombre de points |
| ---------- | ------------------ | ----------- | ---------- | ---------------- | ---------------- |
| 1er        | Satoshi Motoyama   | Japon       | Lola-Mugen | Team Impul       | 52               |
| 2e         | Yuji Ide           | Japon       | Lola-Mugen | Team Impul       | 39               |
| 3e         | Richard Lyons      | Royaume-Uni | Lola-Mugen | Dandelion Racing | 30               |
| 4e         | André Lotterer     | Allemagne   | Lola-Mugen | Nakajima Racing  | 20               |
| 5e         | Takashi Kogure     | Japon       | Lola-Mugen | Nakajima Racing  | 15               |
| 6e         | Benoît Tréluyer    | France      | Lola-Mugen | Team Impul       | 14               |
| 7e         | Tsugio Matsuda     | Japon       | Lola-Mugen | Team 5Zigen      | 14               |
| 8e         | Takeshi Tsuchiya   | Japon       | Lola-Mugen | Team LeMans      | 13               |
| 9e         | Ronnie Quintarelli | Italie      | Lola-Mugen | Kondo Racing     | 12               |
| 10e        | Sakon Yamamoto     | Japon       | Lola-Mugen | Kondo Racing     | 9                |
| 11e        | Tatsuya Kataoka    | Japon       | Lola-Mugen | Team LeMans      | 7                |
| 12e        | Naoki Hattori      | Japon       | Lola-Mugen | Dandelion Racing | 7                |
| 13e        | Katsuyuki Hiranaka | Japon       | Lola-Mugen | Team Cerumo      | 2                |